# Stefan Logan
(en) Statistiques sur pro-football-reference
Stefan Logan (né le 2 juin 1981 à Tampa) est un joueur américain de football américain et de football canadien qui joue actuellement pour les Alouettes de Montréal de la Ligue canadienne de football.

## Enfance
Logan étudie à la Miami Jackson High School de Miami.

## Carrière

### Université
Il entre ensuite à l'université du Dakota du Sud, basé à Vermillion. Il joue pour l'équipe de football américain de l'école, les Coyotes, évoluant en Division II de la NCAA. Lors de sa dernière saison, il est finaliste pour le Harlon Hill Trophy, récompensant le meilleur joueur de l'année dans la Division II, mais ne le remporte pas.

### Professionnel
Stefan Logan n'est sélectionné par aucune équipe lors du draft de la NFL de 2007. Il signe comme agent libre non-drafté avec les Dolphins de Miami mais il n'est pas conservé pour la saison 2007.
La saison suivante, il signe avec les Lions de la Colombie-Britannique, évoluant en Ligue canadienne de football (CFL). Positionné comme running back, il va parcourir 889 yards sur 122 courses alors que comme wide receiver, il va recevoir cinquante-deux passes pour 477 yards et trois touchdownss.
Lors de la pré-saison, les Steelers de Pittsburgh recrutent Logan car le club recherche un spécialiste des retours. Néanmoins, il joue très peu. Le 4 septembre 2010, juste avant le début de la saison, il n'est pas retenu dans la liste définitive des cinquante-trois hommes pour commencer la saison.
Le lendemain de sa libération, il signe avec les Lions de Détroit. Le 10 octobre 2010, il marque son premier touchdown sur retour de coup d'envoi (105 yards) contre les Rams de Saint-Louis, égalant le record de la franchise de Detroit.
En 2013, il est de retour avec les Lions de la Colombie-Britannique avec lesquels il joue deux saisons. Libéré en mars 2015, il rejoint les Alouettes de Montréal pour lesquels il est le spécialiste des retours de bottés durant la saison 2015.

## Palmarès
- Finaliste du Harlon Hill Trophy 2006